# 정명제 (축구 선수)
정명제(鄭明題, 2002년 6월 30일 ~ )는 대한민국의 축구 선수로 포지션은 골키퍼이며 현재 K리그2 성남 FC 소속이다.